# كفر الشراقوة (الدقهلية)
قرية كفر الشراقوة هي إحدى القرى التابعة لمركز ميت غمر في محافظة الدقهلية في جمهورية مصر العربية. حسب إحصاءات سنة 2006، بلغ إجمالي السكان في كفر الشراقوة 3613 نسمة، منهم 1883 رجل و1730 امرأة.